# Alcalá del Obispo
Alcalá del Obispo (em aragonês: Alcalá d'o Bispe ou Alcalá de lo Bispe) é um município da Espanha, na província de Huesca, comunidade autónoma de Aragão. Tem 47,5 km² de área e em 2021 tinha 337 habitantes (densidade: 7,1 hab./km²). Pertence à comarca de Hoya de Huesca, e limita com os municípios de Siétamo, Angüés, Blecua y Torres, Argavieso, Albero Alto, Monflorite-Lascasas e Loporzano.